# 2199 Kleť
2199 Kleť è un asteroide della fascia principale. Scoperto nel 1978, presenta un'orbita caratterizzata da un semiasse maggiore pari a 2,2418634 au e da un'eccentricità di 0,2008298, inclinata di 8,19733° rispetto all'eclittica.
L'asteroide è dedicato all'Osservatorio di Kleť.